# Japan Open 1981
Die Japan Open 1981 im Badminton fanden vom 23. bis zum 25. Januar 1981 in Tokio statt.

## Finalergebnisse
| Disziplin    | Sieger                         | Finalist                        | Ergebnis           |
| ------------ | ------------------------------ | ------------------------------- | ------------------ |
| Herreneinzel | Rudy Hartono                   | Lius Pongoh                     | 15-9, 15-8         |
| Dameneinzel  | Hwang Sun-ai                   | Atsuko Tokuda                   | 12-10, 10-12, 11-7 |
| Herrendoppel | Christian Hadinata Lius Pongoh | Flemming Delfs Prakash Padukone | 15-4, 15-5         |
| Damendoppel  | Yoshiko Yonekura Atsuko Tokuda | Nora Perry Jane Webster         | 15-6, 7-15, 15-8   |